# Erwin Rösener
Erwin Friedrich Karl Rösener (Schwerte, 2 febbraio 1902 – Lubiana, 4 settembre 1946) è stato un generale e criminale di guerra tedesco delle SS, durante la Seconda guerra mondiale fu responsabile di eccidi di massa in Slovenia.
in seguito alla fine della guerra fu portato a processo in Jugoslavia per crimini di guerra e condannato a morte il 30 agosto 1946, poi giustiziato il 4 settembre 1946. Fu poi in seguito portato postumo con la stessa accusa di crimini di guerra al Processo di Norimberga.

## Biografia
Rösener nacque il 2 febbraio 1902 a Schwerte, una città nella Provincia di Vestfalia. Si iscrisse in seguito al Partito nazista e alle Sturmabteilung (SA) il 6 novembre 1926. Nell'ottobre 1929 entrò a far parte delle Schutzstaffel (SS) (la sua candidatura fu accettata nel 1930). Fu promosso per 11 volte tra il 1930 e il 1944, finendo con il grado di Obergruppenführer (Generale di corpo d'armata) delle Waffen-SS e della polizia. Era un membro del Freundeskreis Reichsführer-SS, o "circolo degli amici dell'economia", un gruppo di industriali tedeschi il cui loro scopo era di portare fondi alla ricerca razziale della Germania nazista. Era uno stretto collaboratore del capo delle SS Heinrich Himmler, ed era tenuto a riferire direttamente a lui fino alla fine della guerra.
Dalla fine del 1941 alla fine della Seconda guerra mondiale Himmler gli assegnò l'incarico di Comandante superiore delle SS e della Polizia dello SS-Oberabschnitt Alpenland, che comprendeva anche porzioni di territorio della Slovenia. Tra l'ottobre 1944 e la fine della guerra fu a capo della operazioni anti-partigiane a Lubiana. Durante questi due importanti incarichi ordinò l'esecuzione di civili, ostaggi e di prigionieri di guerra, queste azioni gli causarono la citazione in giudizio al Processo di Norimberga.
Rösener lavorò a stretto contatto con Leon Rupnik nel combattere i partigiani titini, e ordinò la formazione della Guardia territoriale slovena il 24 settembre 1943. In seguito alla fine della guerra fuggi in Austria ma fu arrestato dai britannici ed estradato in Jugoslavia. Fu portato a processo con Leon Rupnik, Gregorij Rožman, Miha Krek, Milko Vizjak e Lovro Hacin e condannato a morte il 30 agosto 1946 con l'accusa di crimini di guerra. Fu giustiziato mediante impiccagione il 4 settembre 1946, fu sepolto lo stesso giorno in una tomba non identificata nel cimitero di Žale di Lubiana.